# À tire-d'aile
Pour l’article homonyme, voir À tire-d'aile (émission de télévision).

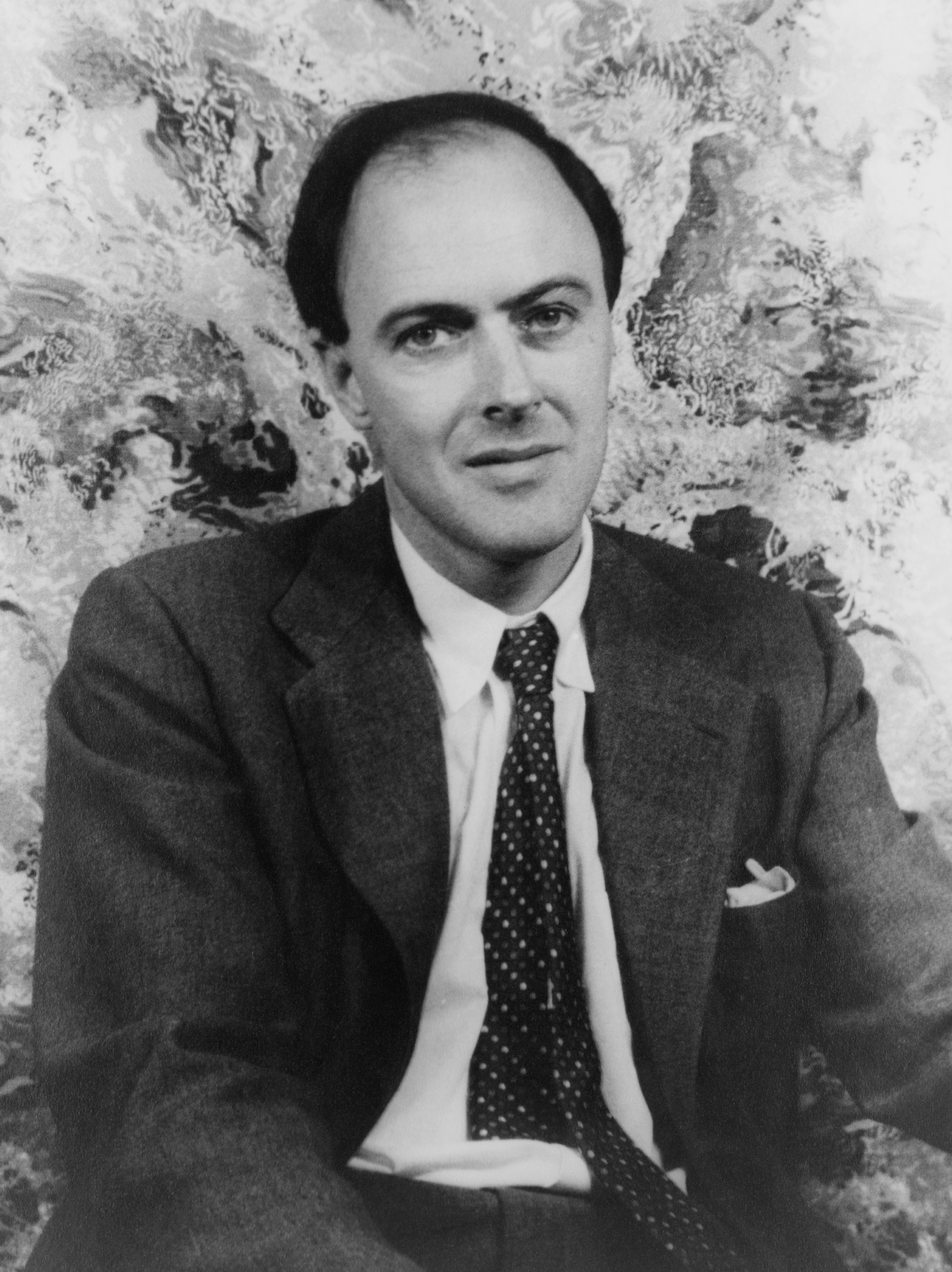
Roald Dahl en 1954

À tire-d'aile (Over to You: Ten Stories of Flyers and Flying) est un recueil de nouvelles écrit par Roald Dahl et publié pour la première fois en langue originale anglaise en 1946 par la maison d'édition Reynal & Hitchcock.
Le recueil contient dix nouvelles traitant principalement de la vie des pilotes de la Royal Air Force durant la Seconde Guerre mondiale.

## Nouvelles
- Mort d’un homme très, très vieux : un jeune pilote d’avion a peur pour sa vie alors qu’on lui demande d’effectuer une mission.
- Aventure africaine : un pilote raconte l’histoire étrange d’un homme qu’il a rencontré lors de sa mission en Afrique.
- Du gâteau : inspiré de l’accident que Roald Dahl a subi alors qu’il était en Libye, du gâteau raconte l’accident et les délires d’un pilote.
- Madame Rosette : deux pilotes de la RAF en permission, le Cerf et Coco, décide de se divertir et pour ce faire, ils font appel à Madame Rosette «une femme formidable».
- Katina : à la suite d'un bombardement en Grèce, deux pilotes retrouvent parmi les décombres une petite fille prénommée Katina qu'ils amènent avec eux, au camp.
- Hier, il faisait beau : un pilote tente de trouver quelqu’un possédant un bateau afin de quitter la Grèce.
- Ils ne feront pas de vieux os : lors d’une mission, un pilote disparaît.
- Attention au chien : un pilote est victime d’un accident et se questionne pour sa santé mentale.
- Rien d’autre au monde : une mère attend anxieusement le retour de son fils qui est parti à la guerre.
- Quelqu’un comme toi : deux pilotes pris de remords passent la soirée ensemble et tentent de se changer les idées.